# Robert Scheidt
Robert Scheidt (ur. 15 kwietnia 1973 w São Paulo) – brazylijski żeglarz sportowy, pięciokrotny medalista igrzysk olimpijskich, jedenastokrotny mistrz świata.

## Kariera
Startując w klasie Laser zdobył trzy krążki olimpijskie: złoto w Atlancie i Atenach oraz srebro w Sydney, gdzie przegrał z Benem Ainslie. Ośmiokrotnie był mistrzem świata w klasie Laser (1995, 1996, 1997, 2000, 2001, 2002, 2004 i 2005) i dwukrotnie wicemistrzem (1999, 2003). Dwukrotnie, w 2001 i 2004 był wybierany Żeglarzem Roku przez Międzynarodową Federację Żeglarską.
Srebrny medalista igrzysk olimpijskich w 2008 roku w Pekinie wspólnie z Bruno Pradą w klasie Star, w której to klasie startuje od 2005 roku. Z tym samym partnerem zdobył brąz podczas igrzysk w Londynie również w klasie star. Trzykrotny mistrz świata (2007, 2011 i 2012), wicemistrz w 2006 i brązowy medalista w 2008 roku.
Był chorążym Brazylii podczas ceremonii otwarcia igrzysk w Pekinie.
Jego żona Litwinka Gintarė Volungevičiūtė jest również żeglarką i medalistką olimpijską.